# کارلا گارسیا
کارلا گارسیا (به انگلیسی: Carla García) (زاده ۱۸ می ۱۹۹۰) مدل و ملکه زیبایی اسپانیایی است.
او در سال ۲۰۱۵ دختر شایسته اسپانیا شد.